# KF Dukagjini
Der KF Dukagjini (albanisch Klubi Futbollistik Dukagjini) ist ein Fußballverein aus der Stadt Klina im Kosovo. Der Verein spielt aktuell in der Superliga.

## Geschichte
Der Verein wurde im Jahr 1958 gegründet und stieg 2019 erstmals in die Superliga auf, wo der Verein nach einem Jahr wieder in die zweitklassige Liga e Parë abstieg. Nach nur einem weiteren Jahr gelang der erneute Aufstieg, nachdem der KF Trepça’89 im Elfmeterschießen besiegt worden war.
In der Saison 2022/23 wurde mit dem 4. Platz die erstmalige Teilnahme an der Europa Conference League erreicht.

## Stadion
Der KF Dukagjini spielt seine Heimspiele im 18.-Juni-Stadion (albanisch Stadiumi 18. Qershori). Es besteht aus zwei Tribünen mit Plastiksitzen und hat eine Kapazität von 2000 Sitzen.

## Europapokalbilanz
| Saison  | Wettbewerb                    | Runde                  | Gegner     | Gesamt | Hin     | Rück    |
| ------- | ----------------------------- | ---------------------- | ---------- | ------ | ------- | ------- |
| 2023/24 | UEFA Europa Conference League | 1. Qualifikationsrunde | Europa FC  | 5:3    | 2:1 (H) | 3:2 (A) |
| 2023/24 | UEFA Europa Conference League | 2. Qualifikationsrunde | HNK Rijeka | 1:7    | 0:1 (H) | 1:6 (A) |

Gesamtbilanz: 4 Spiele, 2 Siege, 2 Niederlagen, 6:10 Tore (Tordifferenz −4)